# Elezioni parlamentari in Austria del 2002
Le elezioni parlamentari in Austria del 2002 si tennero il 24 novembre per il rinnovo del Nationalrat, il Consiglio nazionale.
In seguito all'esito elettorale, Wolfgang Schüssel, esponente del Partito Popolare Austriaco, fu confermato Cancelliere.

## Risultati
| Liste                               | Voti      | %     | Seggi |
| ----------------------------------- | --------- | ----- | ----- |
| Partito Popolare Austriaco          | 2 076 833 | 42,30 | 79    |
| Partito Socialdemocratico d'Austria | 1 792 499 | 36,51 | 69    |
| Partito della Libertà Austriaco     | 491 328   | 10,01 | 18    |
| I Verdi                             | 464 980   | 9,47  | 17    |
| Forum Liberale                      | 48 083    | 0,98  | –     |
| Partito Comunista d'Austria         | 27 568    | 0,56  | –     |
| Partito della Sinistra Socialista   | 3 906     | 0,08  | –     |
| I Democratici                       | 2 439     | 0,05  | –     |
| Comunità degli Elettori Cristiani   | 2 009     | 0,04  | –     |
| Totale                              | 4 909 645 | 100   | 183   |

| Riepilogo dei voti (+/- elezioni 1999)  | Riepilogo dei voti (+/- elezioni 1999) | Riepilogo dei voti (+/- elezioni 1999) | Riepilogo dei voti (+/- elezioni 1999) | Riepilogo dei voti (+/- elezioni 1999) | Riepilogo dei voti (+/- elezioni 1999) | Riepilogo dei voti (+/- elezioni 1999) |
| --------------------------------------- | -------------------------------------- | -------------------------------------- | -------------------------------------- | -------------------------------------- | -------------------------------------- | -------------------------------------- |
| Partito Popolare Austriaco              | Partito Popolare Austriaco             | Partito Popolare Austriaco             |                                        |                                        | 42,30%                                 | ▲ 15,39                                |
| Partito Socialdemocratico d'Austria     | Partito Socialdemocratico d'Austria    | Partito Socialdemocratico d'Austria    |                                        |                                        | 36,51%                                 | ▲ 3,36                                 |
| Partito della Libertà Austriaco         | Partito della Libertà Austriaco        | Partito della Libertà Austriaco        |                                        |                                        | 10,01%                                 | ▼ 16,90                                |
| I Verdi                                 | I Verdi                                | I Verdi                                |                                        |                                        | 9,47%                                  | ▲ 2,07                                 |
| Altri <1,00%                            | Altri <1,00%                           | Altri <1,00%                           |                                        |                                        | 1,71%                                  | ▲ 0,75                                 |
| Riepilogo dei seggi (+/- elezioni 1999) |                                        |                                        |                                        |                                        |                                        |                                        |
|                                         |                                        |                                        |                                        |                                        |                                        |                                        |
| SPÖ                                     | 69                                     | ▲ 4                                    |                                        | Die Grünen                             | 17                                     | ▲ 3                                    |
| ÖVP                                     | 79                                     | ▲ 27                                   |                                        | FPÖ                                    | 18                                     | ▼ 34                                   |